# Centromerus desmeti
Centromerus desmeti là một loài nhện trong họ Linyphiidae.
Loài này thuộc chi Centromerus. Centromerus desmeti được Robert Bosmans miêu tả năm 1986.